# 黑龙江省作家协会
黑龙江省作家协会，简称黑龙江省作协，是中华人民共和国黑龙江省文学工作者组成的专业性人民团体，是中国作家协会的团体会员。其最高权力机构为黑龙江省作家协会代表大会。

## 历届主席
- 第七届

主  席：迟子建 
副主席（按姓氏笔画排序）：王鸿达、包临轩、包铁军（格日勒其木格·黑鹤）、全勇先、刘  勇（耳  根）、何凯旋、陈永恩、
林  晗（鱼人二代）、赵儒军、郭  力、唐  飙 
名誉主席：张抗抗、贾宏图、冯建福、李曙光
名誉副主席（按姓氏笔画排序）：王左泓(左泓）、王立民、王阿成（阿成）、刘宝忠、孙俊然、李  琦、何中生、张雅文、陈修文、郑加真、屈兴岐、黄益庸、常新港
- 第六届

主  席：迟子建
副主席（按姓氏笔画排序）：王左泓（左泓）、王阿成（阿成）、司兆国、李  琦、何中生、常新港、韩乃寅、包铁军（黑鹤）
名誉主席：鲁  琪、张抗抗、贾宏图、冯建福、李曙光
名誉副主席：刘宝忠、黄益庸、郑加真、吕中山、韩梦杰、屈兴岐、陈修文、孙俊然、张雅文